# Joseph du Dresnay
Pour les articles homonymes, voir Dresnay.
Joseph Marie Nicolas, vicomte du Dresnay, est un homme politique français né le 21 avril 1791 à Carantec (Finistère) et mort le 20 décembre 1847.

## Biographie
Officier de cavalerie, il est député du Finistère de 1844 à 1847, siégeant avec les légitimistes.

## Sources
- « Dictionnaire des parlementaires français de 1789 à 1889 (Adolphe Robert, Edgar Bourloton et Gaston Cougny) », sur gallica BNF (consulté le 4 janvier 2014)